# Gólyaorr-szerecsenboglárka
A gólyaorr-szerecsenboglárka (Eumedonia eumedon) a boglárkalepke-félék családjába tartozó, Eurázsiában honos lepkefaj. Egyéb elnevezése: gólyaorr-boglárka.

## Megjelenése
A gólyaorr-szerecsenboglárka szárnyfesztávolsága 3-3,4 cm. A hím és a nőstény szárnyainak felső oldala egyaránt sötétbarna, peremén a rojt fehér. A nőstény hátsó szárnyának alsó szélén halvány narancsvörös, nyílhegy alakú foltsor látható. A szárnyak fonákja világosbarna, az első és hátsó szárnyak szélén nyíl alakú narancssárga foltokból álló foltsor húzódik, a foltokban fekete pöttyel. Ezt beljebb fekete-fehér szemfoltokból álló sor kíséri. A szárny tövén fémesen, patinásan csillogó aranyzöld pikkelyzet található. Jellegzetessége a hátsó szárny fonákján a sejtvégi folttól a szemfoltsoron keresztül a szegélyfoltsorig húzódó széles, tőr alakú fehér csík. 
Petéje lapított, fehér színű, felszíne sűrűn gödörkés. 
Hernyója világoszöld, hátán sötétzöld csíkkal. 

### Hasonló fajok
Hasonlíthat hozzá a szalagos szerecsenboglárka vagy a bükki szerecsenboglárka.

## Elterjedése
Eurázsiában honos, az Ibériai-félszigettől egészen a Távol-Keletig. Nyugat-Európában inkább a francia és spanyol magasabb hegységekben él, keletebbre (Közép-Európa, Dél-Balkán, Skandinávia) gyakoribb. A balkáni példányain a szárny fonákja aranylóbb. Magyarországon csak az Északi-középhegység néhány pontján lelhető fel (Bükk-fennsík, Heves-Borsodi-dombság, Tornai- és Aggteleki-karszt), állományai mindenütt izolált metapopulációk.

## Életmódja
Égerligetek, láprétek, patakparti magaskórósok, hegyvidéki kaszálórétek lepkéje. 
Évente egy generációja repül június elejétől július elejéig, a rajzás csúcsa június végére esik. A nőstény különféle gólyaorr-fajok (Magyarországon elsősorban a mocsári gólyaorr) virágának tövére, szárára rakja petéjét. A fiatal hernyó az avarban vagy a moha között áttelel és a következő évben májusban bebábozódik.   
Magyarországon védett, természetvédelmi értéke 10 000 Ft.

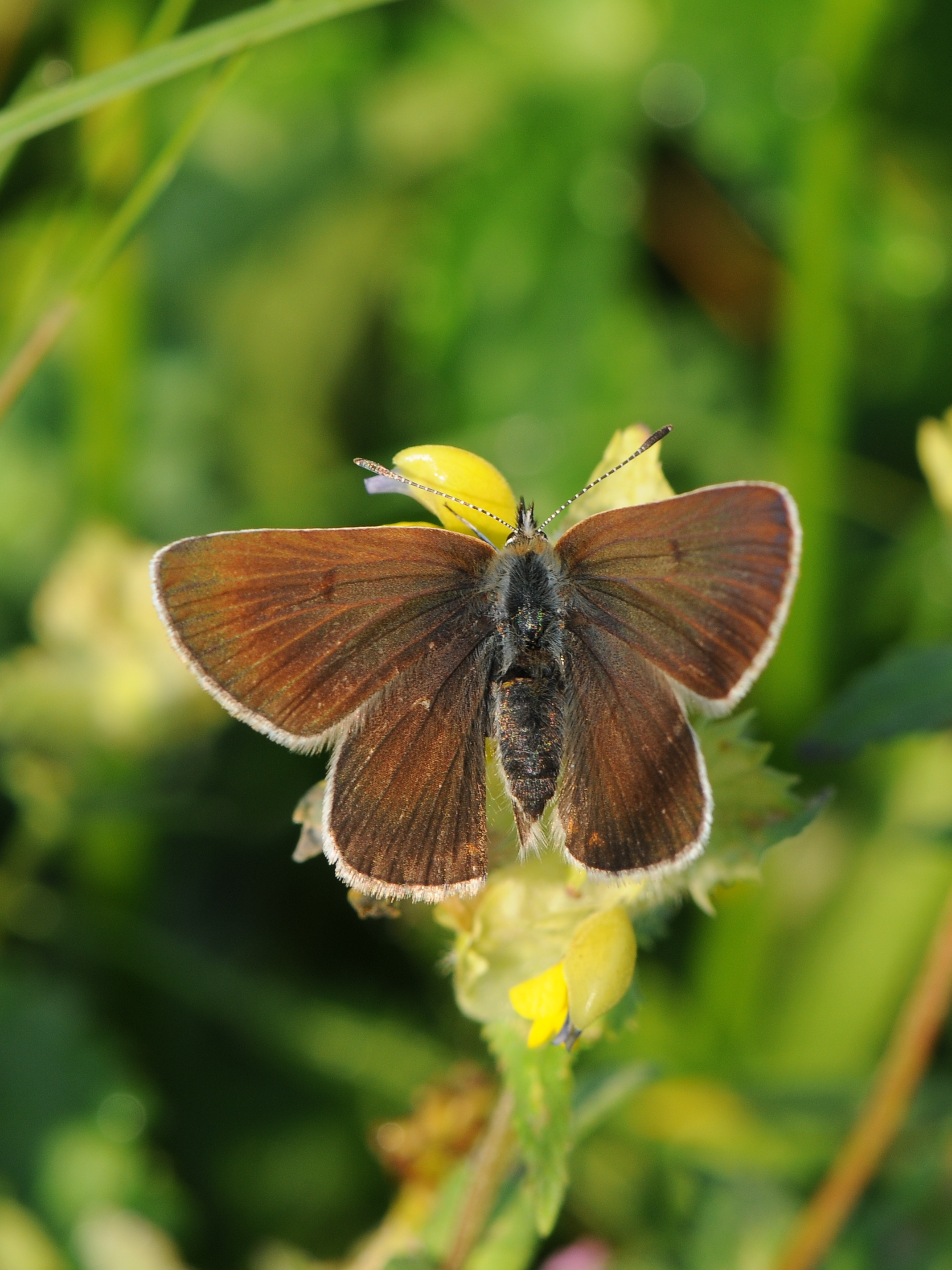
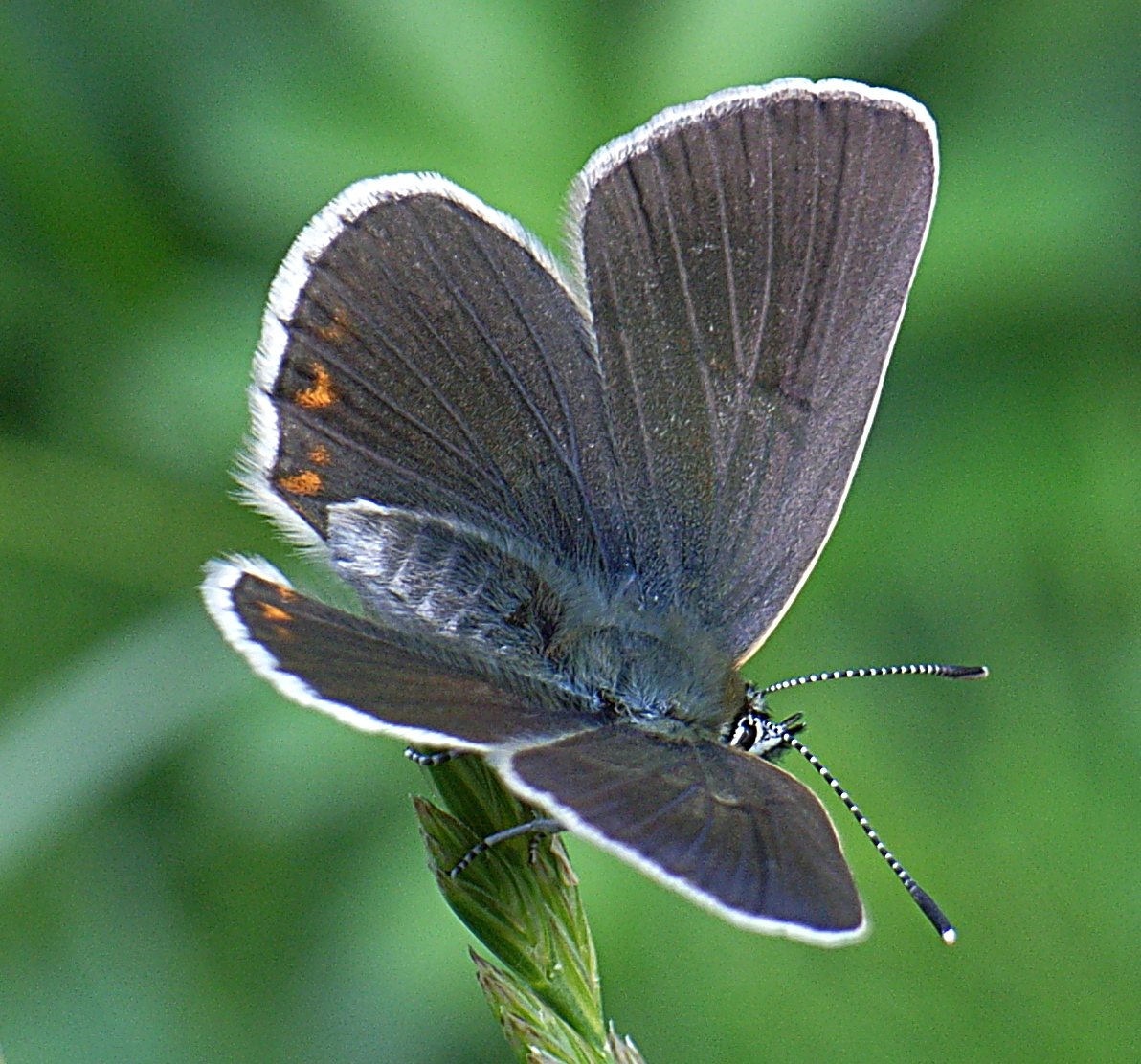
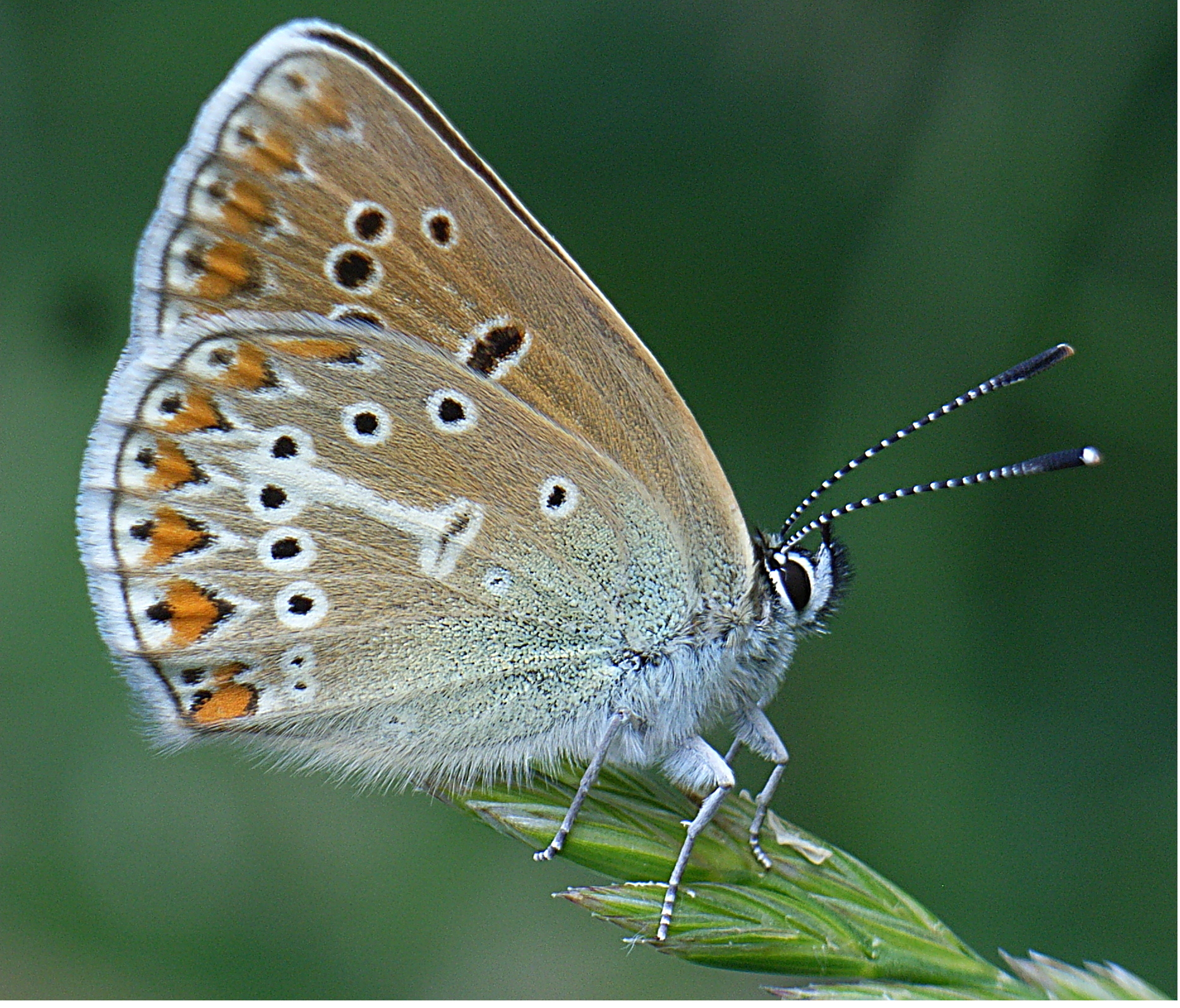
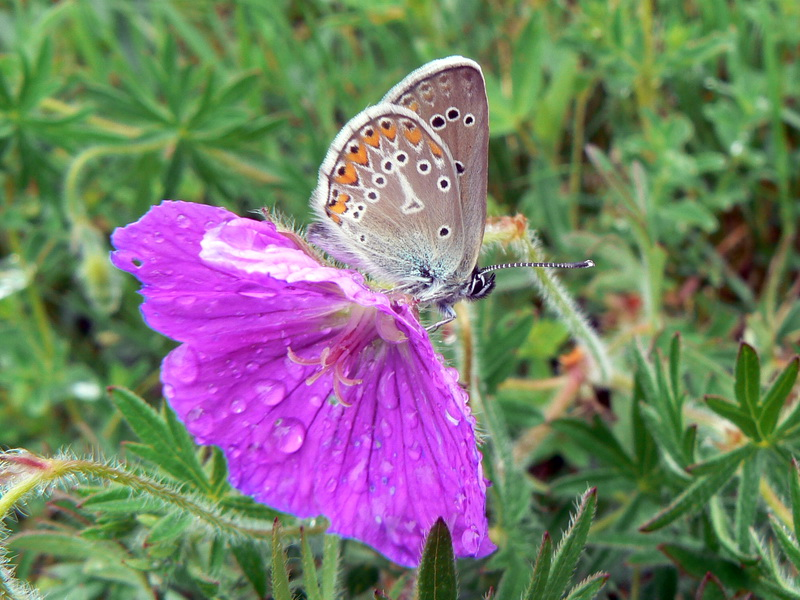
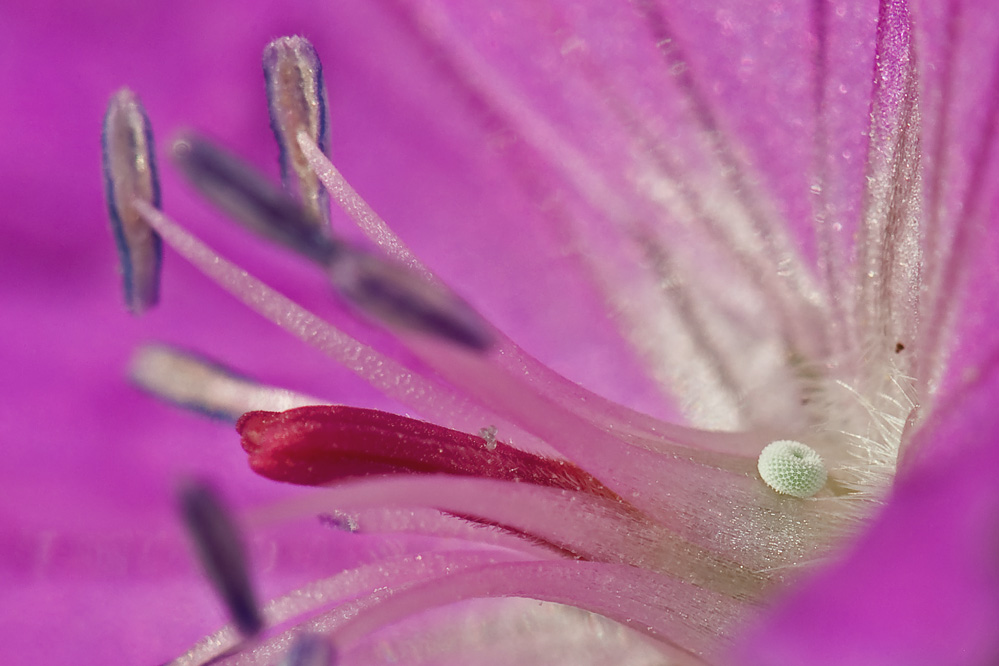